# Carl von Praun
Carl von Praun, auch Karl (* 13. Mai 1732 in Wolfenbüttel; † 30. März 1808 in Braunschweig) war ein deutscher Jurist, Berghauptmann und Kammerpräsident.

## Leben
Er war der älteste Sohn des braunschweigischen Hofrats Georg Septimus Andreas von Praun und dessen erster Ehefrau Friederike Luise, geb. von Brandenstein († 1745). Von Praun studierte seit 1750 vier Semester Rechtswissenschaft an der Universität Helmstedt und anschließend zwei Jahre in Göttingen. Er wurde 1754 Auditor in der Justizkanzlei in Wolfenbüttel. Dort war er von 1757 bis 1764 als Hofrat tätig. Anschließend wurde er zum braunschweigischen Vizeberghauptmann in Zellerfeld ernannt. Im Jahre 1785 wurde er Berghauptmann und zeitgleich Regierungspräsident von Blankenburg. Der Bergbau im Oberharz wurde gemeinsam mit dem ebenfalls welfischen Kurfürstentum Hannover im Rahmen eines Kommunion-Vertrages betrieben, wobei dem Fürstentum Braunschweig-Wolfenbüttel ein Anteil von 3/7 zustand. Aufgrund hoher Verschuldung wurde dieser Anteil 1788 an das Kurfürstentum Hannover übertragen, wodurch von Praun 1789 seine Aufgaben für den Oberharzer Bergbau verlor und damit letzter braunschweigischer Berghauptmann für den Oberharz war. Er war weiterhin für den Unterharzer Bergbau zuständig. Im Jahre 1790 wurde er als Nachfolger Karl August von Hardenbergs zum Wirklichen Geheimen Rat und Kammerpräsidenten ernannt. Diese Ämter hatte er bis 1807 inne, wobei er seit 1805 durch die Ernennung Gustav Anton von Wolffradts zum Geheimrat und Mitglied des Geheimratskollegiums entlastet wurde.